# Натан
 Тази статия е за библейския пророк.  За българския икономист вижте Жак Натан.  
Натан (на иврит: נָתַן‎) е еврейски духовен водач.
Старозаветен пророк, споменат на няколко места в Библията, той е приеман традиционно за един от авторите на Първа и Втора книга Царства. Според Стария завет той е приближен на цар Давид, когото осъжда за прелюбодейството му с Вирсавия.